# Franglais
Franglais, eller frenglish, (ungefär "frangelska") är ett teleskopord bestående av "francais" och "anglais" respektive "french" och "english" ("franska" och "engelska" på respektive språk) som används som slang för att beskriva olika blandningar mellan franska och engelska (ofta interimspråk).
I till exempel Je vais driver downtown ("Jag skall köra till innerstaden") är "driver" en fransklåtande variant av engelskans "drive" (köra), medan resten av meningen är på franska. I Québec som i grunden är franskspråkigt men omgivet av engelskspråkiga områden förekommer stora mängder franglais.
Det är lätt hänt att man när man talar franglais, eller något liknande, använder sig av falska vänner eller pseudoanglicismer.